# روكامبتون
روكامبتون هي مدينة تقع في وسط كوينزلاند، أستراليا. يقدر عدد  سكانها 81,968 نسمة. تقع على ضفاف نهر فيتزروي وهي معروفة باسم "عاصمة لحوم البقر في أستراليا" نظرًا لارتباطها القوي بصناعة لحوم البقر. تعد روكامبتون أيضًا موطنًا لعدد من المعالم الثقافية والتاريخية، بما في ذلك معرض روكامبتون للفنون وحدائق روكامبتون النباتية ودار الجمارك المدرجة في قائمة التراث.

## التاريخ
تتمتع روكامبتون بتاريخ ثري، حيث تم تأسيسها عام 1853م كمركز إداري إقليمي لمستعمرة كوينزلاند التي تم تشكيلها حديثا في ذلك الوقت. كان نمو المدينة مدفوعا باكتشاف الذهب في المنطقة، وسرعان ما أصبحت مركزا للتجارة. اليوم، لا تزال روكامبتون مركزا اقتصاديا وثقافيا مهما في وسط كوينزلاند، مع مجموعة متنوعة من الصناعات بما في ذلك الزراعة والتعدين والسياحة.